# Lydia Makhubu
Lydia Phindile Makhubu (1 de julio de 1937- julio 2021) fue una farmacéutica suazi  y  profesora de química, decana y vicerrectora de la Universidad de Suazilandia.
Nació en la Misión Usuthu en Sualizandia. Sus padres eran profesores y su padre trabajaba también como camillero en hospitales. Su exposición temprana a la medicina tuvo una gran influencia grande en la elección de su carrera; inicialmente quiera convertirse en doctora, pero posteriormente eligió ser química.
Makhubu se graduó en ciencias en la Universidad Pio XII (actualmente la Universidad Nacional de Lesoto) en 1963. Posteriormente en 1967, con una beca de la Commonwealth canadiense, cursó una maestría en ciencia, concretamente en química orgánica, en la Universidad de Alberta. En 1973 se doctoró en química medicinal en la Universidad de Toronto, convirtiéndose así en la primera mujer suazi en obtener un doctorado.
Regresó a su país y se incorporó a la facultad de la Universidad de Suazilandia. Fue profesora del departamento de química en 1973, decana de ciencias de 1976 a 1980, profesora sénior en 1979 y vicerrectora de 1988 a 2003. Su campo de investigación se centró en los efectos médicos de las plantas utilizadas por curanderos tradicionales suazis.
Desde su creación en 1993 hasta 2005, Makhubu fue presidenta de la Organización para las Mujeres en Ciencia para el Mundo en Desarrollo, la cual proporciona becas de investigación para estudios de posgrado. Fue la primera mujer presidenta del comité ejecutivo de la Asociación de Universidades de la Commonwealth. Prestó servicios a numerosas organizaciones como el Consejo Asesor de Ciencia y Tecnología para el Desarrollo de las Naciones Unidas.
Ha recibido distintas becas y honores, incluyendo una beca de la Fundación MacArthur (1993-1995), y doctorados honorarios de varias universidades, incluyendo un doctorado en leyes de la Universidad de Saint Mary en 1991.